# Lista över fornlämningar i Umeå kommun
Lista över fornlämningar i Umeå kommun är en förteckning av ett urval av de fornlämningar som finns i Umeå kommun.

## Holmön
| Namn                            | Lämningstyp      | Tillkomsttid | Historisk indelning  | Plats | Läge                 | ID-nr          | Bild                                      |
| ------------------------------- | ---------------- | ------------ | -------------------- | ----- | -------------------- | -------------- | ----------------------------------------- |
| Holmön 1:1                      | Röse             |              | Holmön, Västerbotten |       | 63.794018, 20.844515 | 10013900010001 | Ladda upp en bild av detta fornminne      |
| Holmön 1:2                      | Röse             |              | Holmön, Västerbotten |       | 63.794376, 20.843661 | 10013900010002 | Ladda upp en bild av detta fornminne      |
| Holmön 1:3                      | Röse             |              | Holmön, Västerbotten |       | 63.794299, 20.843443 | 10013900010003 | Ladda upp en bild av detta fornminne      |
| Holmön 2:1                      | Röse             |              | Holmön, Västerbotten |       | 63.789203, 20.852595 | 10013900020001 | Ladda upp en bild av detta fornminne      |
| Holmön 2:2                      | Röse             |              | Holmön, Västerbotten |       | 63.789032, 20.852183 | 10013900020002 | Ladda upp en bild av detta fornminne      |
| Örskärskyrkogården (Holmön 3:1) | Begravningsplats |              | Holmön, Västerbotten |       | 63.791921, 20.862848 | 10013900030001 | Ladda upp en till bild av detta fornminne |
| Holmön 6:1                      | Röse             |              | Holmön, Västerbotten |       | 63.760800, 20.865426 | 10013900060001 | Ladda upp en bild av detta fornminne      |
| Holmön 7:1                      | Röse             |              | Holmön, Västerbotten |       | 63.755804, 20.865868 | 10013900070001 | Ladda upp en bild av detta fornminne      |
| Holmön 8:1                      | Fiskeläge        |              | Holmön, Västerbotten |       | 63.777505, 20.863743 | 10013900080001 | Ladda upp en bild av detta fornminne      |
| Holmön 9:1                      | Fiskeläge        |              | Holmön, Västerbotten |       | 63.772041, 20.865811 | 10013900090001 | Ladda upp en bild av detta fornminne      |
| Holmön 11:1                     | Fiskeläge        |              | Holmön, Västerbotten |       | 63.801439, 20.873662 | 10013900110001 | Ladda upp en bild av detta fornminne      |
| Holmön 15:1                     | Röse             |              | Holmön, Västerbotten |       | 63.688726, 20.884293 | 10013900150001 | Ladda upp en bild av detta fornminne      |
| Holmön 27:2                     | Stensättning     |              | Holmön, Västerbotten |       | 63.803607, 20.995031 | 10013900270002 | Ladda upp en bild av detta fornminne      |
| Holmön 33:1                     | Fiskeläge        |              | Holmön, Västerbotten |       | 63.807232, 21.006086 | 10013900330001 | Ladda upp en bild av detta fornminne      |
| Holmön 67                       | Fiskeläge        |              | Holmön, Västerbotten |       | 63.803459, 21.002679 | 12000000077702 | Ladda upp en bild av detta fornminne      |

## Hörnefors
| Namn            | Lämningstyp  | Tillkomsttid | Historisk indelning     | Plats | Läge                 | ID-nr          | Bild                                      |
| --------------- | ------------ | ------------ | ----------------------- | ----- | -------------------- | -------------- | ----------------------------------------- |
| Hörnefors 1:1   | Röse         |              | Hörnefors, Västerbotten |       | 63.684113, 20.080302 | 10014000010001 | Ladda upp en bild av detta fornminne      |
| Hörnefors 2:1   | Röse         |              | Hörnefors, Västerbotten |       | 63.683030, 20.079892 | 10014000020001 | Ladda upp en bild av detta fornminne      |
| Hörnefors 2:2   | Röse         |              | Hörnefors, Västerbotten |       | 63.682657, 20.079970 | 10014000020002 | Ladda upp en bild av detta fornminne      |
| Hörnefors 3:1   | Röse         |              | Hörnefors, Västerbotten |       | 63.683211, 20.084059 | 10014000030001 | Ladda upp en till bild av detta fornminne |
| Hörnefors 4:1   | Röse         |              | Hörnefors, Västerbotten |       | 63.682515, 20.083488 | 10014000040001 | Ladda upp en till bild av detta fornminne |
| Hörnefors 4:2   | Röse         |              | Hörnefors, Västerbotten |       | 63.682387, 20.083499 | 10014000040002 | Ladda upp en till bild av detta fornminne |
| Hörnefors 4:3   | Röse         |              | Hörnefors, Västerbotten |       | 63.681940, 20.083695 | 10014000040003 | Ladda upp en till bild av detta fornminne |
| Hörnefors 4:4   | Röse         |              | Hörnefors, Västerbotten |       | 63.681858, 20.083946 | 10014000040004 | Ladda upp en till bild av detta fornminne |
| Hörnefors 5:1   | Röse         |              | Hörnefors, Västerbotten |       | 63.685493, 20.078355 | 10014000050001 | Ladda upp en bild av detta fornminne      |
| Hörnefors 18:1  | Röse         |              | Hörnefors, Västerbotten |       | 63.679771, 20.092452 | 10014000180001 | Ladda upp en bild av detta fornminne      |
| Hörnefors 18:2  | Stensättning |              | Hörnefors, Västerbotten |       | 63.679798, 20.092304 | 10014000180002 | Ladda upp en bild av detta fornminne      |
| Hörnefors 19:1  | Röse         |              | Hörnefors, Västerbotten |       | 63.685414, 20.093534 | 10014000190001 | Ladda upp en bild av detta fornminne      |
| Hörnefors 20:1  | Stensättning |              | Hörnefors, Västerbotten |       | 63.674446, 20.092317 | 10014000200001 | Ladda upp en bild av detta fornminne      |
| Hörnefors 20:2  | Stensättning |              | Hörnefors, Västerbotten |       | 63.674276, 20.092228 | 10014000200002 | Ladda upp en bild av detta fornminne      |
| Hörnefors 21:1  | Stensättning |              | Hörnefors, Västerbotten |       | 63.673218, 20.092264 | 10014000210001 | Ladda upp en bild av detta fornminne      |
| Hörnefors 22:1  | Röse         |              | Hörnefors, Västerbotten |       | 63.671018, 20.097446 | 10014000220001 | Ladda upp en bild av detta fornminne      |
| Hörnefors 24:1  | Röse         |              | Hörnefors, Västerbotten |       | 63.583146, 19.752418 | 10014000240001 | Ladda upp en bild av detta fornminne      |
| Hörnefors 24:2  | Stensättning |              | Hörnefors, Västerbotten |       | 63.582964, 19.752467 | 10014000240002 | Ladda upp en bild av detta fornminne      |
| Hörnefors 25:1  | Stensättning |              | Hörnefors, Västerbotten |       | 63.582471, 19.752757 | 10014000250001 | Ladda upp en bild av detta fornminne      |
| Hörnefors 25:2  | Stensättning |              | Hörnefors, Västerbotten |       | 63.582442, 19.752566 | 10014000250002 | Ladda upp en bild av detta fornminne      |
| Hörnefors 27:1  | Röse         |              | Hörnefors, Västerbotten |       | 63.573822, 19.826190 | 10014000270001 | Ladda upp en bild av detta fornminne      |
| Hörnefors 30:1  | Stensättning |              | Hörnefors, Västerbotten |       | 63.653704, 19.936464 | 10014000300001 | Ladda upp en bild av detta fornminne      |
| Hörnefors 30:2  | Stensättning |              | Hörnefors, Västerbotten |       | 63.653735, 19.935382 | 10014000300002 | Ladda upp en bild av detta fornminne      |
| Hörnefors 31:1  | Röse         |              | Hörnefors, Västerbotten |       | 63.564642, 19.816700 | 10014000310001 | Ladda upp en bild av detta fornminne      |
| Hörnefors 32:1  | Röse         |              | Hörnefors, Västerbotten |       | 63.636612, 19.841613 | 10014000320001 | Ladda upp en bild av detta fornminne      |
| Hörnefors 33:1  | Röse         |              | Hörnefors, Västerbotten |       | 63.644012, 19.858950 | 10014000330001 | Ladda upp en bild av detta fornminne      |
| Hörnefors 35:1  | Röse         |              | Hörnefors, Västerbotten |       | 63.627085, 19.827163 | 10014000350001 | Ladda upp en bild av detta fornminne      |
| Hörnefors 36:1  | Röse         |              | Hörnefors, Västerbotten |       | 63.614170, 19.802592 | 10014000360001 | Ladda upp en bild av detta fornminne      |
| Hörnefors 37:1  | Stensättning |              | Hörnefors, Västerbotten |       | 63.615077, 19.805080 | 10014000370001 | Ladda upp en bild av detta fornminne      |
| Hörnefors 37:2  | Stensättning |              | Hörnefors, Västerbotten |       | 63.615206, 19.805060 | 10014000370002 | Ladda upp en bild av detta fornminne      |
| Hörnefors 39:1  | Stensättning |              | Hörnefors, Västerbotten |       | 63.604207, 19.785798 | 10014000390001 | Ladda upp en bild av detta fornminne      |
| Hörnefors 39:2  | Röse         |              | Hörnefors, Västerbotten |       | 63.603856, 19.785794 | 10014000390002 | Ladda upp en bild av detta fornminne      |
| Hörnefors 40:1  | Stensättning |              | Hörnefors, Västerbotten |       | 63.676534, 20.082721 | 10014000400001 | Ladda upp en bild av detta fornminne      |
| Hörnefors 42:1  | Röse         |              | Hörnefors, Västerbotten |       | 63.682664, 20.123213 | 10014000420001 | Ladda upp en bild av detta fornminne      |
| Hörnefors 42:2  | Stensättning |              | Hörnefors, Västerbotten |       | 63.682413, 20.122916 | 10014000420002 | Ladda upp en bild av detta fornminne      |
| Hörnefors 43:1  | Stensättning |              | Hörnefors, Västerbotten |       | 63.678205, 20.128400 | 10014000430001 | Ladda upp en bild av detta fornminne      |
| Hörnefors 44:1  | Stensättning |              | Hörnefors, Västerbotten |       | 63.697315, 19.968630 | 10014000440001 | Ladda upp en bild av detta fornminne      |
| Hörnefors 45:1  | Stensättning |              | Hörnefors, Västerbotten |       | 63.678790, 19.989284 | 10014000450001 | Ladda upp en bild av detta fornminne      |
| Hörnefors 49:1  | Fiskeläge    |              | Hörnefors, Västerbotten |       | 63.483742, 19.894793 | 10014000490001 | Ladda upp en bild av detta fornminne      |
| Hörnefors 53:1  | Fiskeläge    |              | Hörnefors, Västerbotten |       | 63.482372, 19.885271 | 10014000530001 | Ladda upp en bild av detta fornminne      |
| Hörnefors 56:1  | Stensättning |              | Hörnefors, Västerbotten |       | 63.633729, 19.829561 | 10014000560001 | Ladda upp en bild av detta fornminne      |
| Hörnefors 57:1  | Stensättning |              | Hörnefors, Västerbotten |       | 63.633027, 19.837313 | 10014000570001 | Ladda upp en bild av detta fornminne      |
| Hörnefors 57:2  | Stensättning |              | Hörnefors, Västerbotten |       | 63.632969, 19.837128 | 10014000570002 | Ladda upp en bild av detta fornminne      |
| Hörnefors 58:1  | Stensättning |              | Hörnefors, Västerbotten |       | 63.617506, 19.972286 | 10014000580001 | Ladda upp en bild av detta fornminne      |
| Hörnefors 58:2  | Stensättning |              | Hörnefors, Västerbotten |       | 63.617415, 19.972462 | 10014000580002 | Ladda upp en bild av detta fornminne      |
| Hörnefors 59:1  | Stensättning |              | Hörnefors, Västerbotten |       | 63.634115, 19.835368 | 10014000590001 | Ladda upp en bild av detta fornminne      |
| Hörnefors 92:1  | Fiskeläge    |              | Hörnefors, Västerbotten |       | 63.483800, 19.889555 | 10014000920001 | Ladda upp en bild av detta fornminne      |
| Hörnefors 97:1  | Stensättning |              | Hörnefors, Västerbotten |       | 63.564564, 19.747431 | 10014000970001 | Ladda upp en bild av detta fornminne      |
| Hörnefors 98:1  | Röse         |              | Hörnefors, Västerbotten |       | 63.565078, 19.743124 | 10014000980001 | Ladda upp en bild av detta fornminne      |
| Hörnefors 99:1  | Stensättning |              | Hörnefors, Västerbotten |       | 63.571726, 19.826939 | 10014000990001 | Ladda upp en bild av detta fornminne      |
| Hörnefors 117:1 | Stensättning |              | Hörnefors, Västerbotten |       | 63.696732, 20.105923 | 10014001170001 | Ladda upp en bild av detta fornminne      |
| Hörnefors 117:2 | Stensättning |              | Hörnefors, Västerbotten |       | 63.696578, 20.106069 | 10014001170002 | Ladda upp en bild av detta fornminne      |
| Hörnefors 117:3 | Röse         |              | Hörnefors, Västerbotten |       | 63.696479, 20.106123 | 10014001170003 | Ladda upp en bild av detta fornminne      |
| Hörnefors 154:1 | Stensättning |              | Hörnefors, Västerbotten |       | 63.603069, 19.794112 | 10014001540001 | Ladda upp en bild av detta fornminne      |
| Hörnefors 159:1 | Stensättning |              | Hörnefors, Västerbotten |       | 63.647819, 19.956582 | 10014001590001 | Ladda upp en bild av detta fornminne      |
| Hörnefors 159:2 | Stensättning |              | Hörnefors, Västerbotten |       | 63.647717, 19.956569 | 10014001590002 | Ladda upp en bild av detta fornminne      |

## Sävar
| Namn        | Lämningstyp         | Tillkomsttid | Historisk indelning | Plats | Läge                 | ID-nr          | Bild                                 |
| ----------- | ------------------- | ------------ | ------------------- | ----- | -------------------- | -------------- | ------------------------------------ |
| Sävar 1:1   | Gravfält            |              | Sävar, Västerbotten |       | 63.979810, 20.364699 | 10015300010001 | Ladda upp en bild av detta fornminne |
| Sävar 3:1   | Röse                |              | Sävar, Västerbotten |       | 63.861840, 20.482837 | 10015300030001 | Ladda upp en bild av detta fornminne |
| Sävar 3:2   | Röse                |              | Sävar, Västerbotten |       | 63.861777, 20.482927 | 10015300030002 | Ladda upp en bild av detta fornminne |
| Sävar 3:3   | Röse                |              | Sävar, Västerbotten |       | 63.861683, 20.482926 | 10015300030003 | Ladda upp en bild av detta fornminne |
| Sävar 4:1   | Stensättning        |              | Sävar, Västerbotten |       | 63.859588, 20.482520 | 10015300040001 | Ladda upp en bild av detta fornminne |
| Sävar 4:2   | Röse                |              | Sävar, Västerbotten |       | 63.859445, 20.482737 | 10015300040002 | Ladda upp en bild av detta fornminne |
| Sävar 7:1   | Röse                |              | Sävar, Västerbotten |       | 63.846201, 20.648361 | 10015300070001 | Ladda upp en bild av detta fornminne |
| Sävar 9:1   | Röse                |              | Sävar, Västerbotten |       | 63.827557, 20.639202 | 10015300090001 | Ladda upp en bild av detta fornminne |
| Sävar 14:1  | Röse                |              | Sävar, Västerbotten |       | 63.837547, 20.580814 | 10015300140001 | Ladda upp en bild av detta fornminne |
| Sävar 15:1  | Stensättning        |              | Sävar, Västerbotten |       | 63.970787, 20.521444 | 10015300150001 | Ladda upp en bild av detta fornminne |
| Sävar 15:2  | Stensättning        |              | Sävar, Västerbotten |       | 63.970650, 20.521789 | 10015300150002 | Ladda upp en bild av detta fornminne |
| Sävar 16:1  | Röse                |              | Sävar, Västerbotten |       | 63.969109, 20.510851 | 10015300160001 | Ladda upp en bild av detta fornminne |
| Sävar 17:1  | Röse                |              | Sävar, Västerbotten |       | 63.903789, 20.471497 | 10015300170001 | Ladda upp en bild av detta fornminne |
| Sävar 18:1  | Stensättning        |              | Sävar, Västerbotten |       | 63.908168, 20.483690 | 10015300180001 | Ladda upp en bild av detta fornminne |
| Sävar 18:2  | Röse                |              | Sävar, Västerbotten |       | 63.908403, 20.484341 | 10015300180002 | Ladda upp en bild av detta fornminne |
| Sävar 24:1  | Stensättning        |              | Sävar, Västerbotten |       | 63.851154, 20.466732 | 10015300240001 | Ladda upp en bild av detta fornminne |
| Sävar 55:1  | Röse                |              | Sävar, Västerbotten |       | 63.984437, 20.633506 | 10015300550001 | Ladda upp en bild av detta fornminne |
| Sävar 55:2  | Röse                |              | Sävar, Västerbotten |       | 63.984555, 20.633680 | 10015300550002 | Ladda upp en bild av detta fornminne |
| Sävar 70:1  | Röse                |              | Sävar, Västerbotten |       | 63.905860, 20.522152 | 10015300700001 | Ladda upp en bild av detta fornminne |
| Sävar 101:2 | Röse                |              | Sävar, Västerbotten |       | 63.864635, 20.632675 | 10015301010002 | Ladda upp en bild av detta fornminne |
| Sävar 117:1 | Röse                |              | Sävar, Västerbotten |       | 63.756409, 20.555344 | 10015301170001 | Ladda upp en bild av detta fornminne |
| Sävar 132:1 | Röse                |              | Sävar, Västerbotten |       | 63.890636, 20.574191 | 10015301320001 | Ladda upp en bild av detta fornminne |
| Sävar 165:1 | Stensättning        |              | Sävar, Västerbotten |       | 63.994111, 20.608960 | 10015301650001 | Ladda upp en bild av detta fornminne |
| Sävar 165:2 | Stensättning        |              | Sävar, Västerbotten |       | 63.994092, 20.608822 | 10015301650002 | Ladda upp en bild av detta fornminne |
| Sävar 408:1 | Stensättning        |              | Sävar, Västerbotten |       | 63.802277, 20.667141 | 10015304080001 | Ladda upp en bild av detta fornminne |
| Sävar 452:1 | Lägenhetsbebyggelse |              | Sävar, Västerbotten |       | 63.952295, 20.551823 | 10015304520001 | Ladda upp en bild av detta fornminne |

## Umeå socken
| Namn                                         | Lämningstyp             | Tillkomsttid        | Historisk indelning       | Plats    | Läge                 | ID-nr          | Bild                                      |
| -------------------------------------------- | ----------------------- | ------------------- | ------------------------- | -------- | -------------------- | -------------- | ----------------------------------------- |
| Umeå socken 1                                | Röse                    |                     | Umeå socken, Västerbotten |          | 63.867684, 20.358954 | 12000000008756 | Ladda upp en bild av detta fornminne      |
| Umeå socken 62                               | Stensättning            |                     | Umeå socken, Västerbotten |          | 63.884596, 20.186600 | 12000000022812 | Ladda upp en bild av detta fornminne      |
| Umeå socken 107                              | Stensättning            |                     | Umeå socken, Västerbotten |          | 63.895853, 20.181667 | 12000000022913 | Ladda upp en bild av detta fornminne      |
| Umeå socken 142                              | Stensättning            |                     | Umeå socken, Västerbotten |          | 63.887790, 20.156756 | 12000000022978 | Ladda upp en bild av detta fornminne      |
| Umeå socken 143                              | Stensättning            |                     | Umeå socken, Västerbotten |          | 63.887891, 20.133016 | 12000000022979 | Ladda upp en bild av detta fornminne      |
| Umeå socken 149                              | Stensättning            |                     | Umeå socken, Västerbotten |          | 63.891715, 20.158017 | 12000000022985 | Ladda upp en bild av detta fornminne      |
| Umeå socken 153                              | Stensättning            |                     | Umeå socken, Västerbotten |          | 63.889233, 20.156878 | 12000000022989 | Ladda upp en bild av detta fornminne      |
| Umeå socken 192                              | Fäbod                   |                     | Umeå socken, Västerbotten |          | 63.714348, 20.157740 | 12000000023084 | Ladda upp en bild av detta fornminne      |
| Umeå socken 207                              | Röse                    |                     | Umeå socken, Västerbotten |          | 64.034349, 20.162717 | 12000000023164 | Ladda upp en bild av detta fornminne      |
| Umeå socken 214                              | Stensättning            |                     | Umeå socken, Västerbotten |          | 63.826649, 20.007163 | 12000000023171 | Ladda upp en bild av detta fornminne      |
| Umeå socken 307                              | Stensättning            |                     | Umeå socken, Västerbotten |          | 63.824220, 20.159586 | 12000000065000 | Ladda upp en bild av detta fornminne      |
| Umeå stad 1:1                                | Fiskeläge               |                     | Umeå socken, Västerbotten |          | 63.657422, 20.271517 | 10015500010001 | Ladda upp en bild av detta fornminne      |
| Umeå stad 2:1                                | Röse                    |                     | Umeå socken, Västerbotten |          | 63.686462, 20.273253 | 10015500020001 | Ladda upp en bild av detta fornminne      |
| Umeå stad 2:2                                | Stensättning            |                     | Umeå socken, Västerbotten |          | 63.686564, 20.273371 | 10015500020002 | Ladda upp en bild av detta fornminne      |
| Umeå stad 2:3                                | Stensättning            |                     | Umeå socken, Västerbotten |          | 63.686673, 20.273469 | 10015500020003 | Ladda upp en bild av detta fornminne      |
| Umeå stad 2:4                                | Stensättning            |                     | Umeå socken, Västerbotten |          | 63.686754, 20.273558 | 10015500020004 | Ladda upp en bild av detta fornminne      |
| Umeå stad 4:1                                | Stensättning            |                     | Umeå socken, Västerbotten |          | 63.737368, 20.398072 | 10015500040001 | Ladda upp en bild av detta fornminne      |
| Umeå stad 5:1                                | Stensättning            |                     | Umeå socken, Västerbotten |          | 63.733560, 20.388797 | 10015500050001 | Ladda upp en bild av detta fornminne      |
| Umeå stad 5:2                                | Stensättning            |                     | Umeå socken, Västerbotten |          | 63.733713, 20.388948 | 10015500050002 | Ladda upp en bild av detta fornminne      |
| Umeå stad 5:3                                | Stensättning            |                     | Umeå socken, Västerbotten |          | 63.733920, 20.388804 | 10015500050003 | Ladda upp en bild av detta fornminne      |
| Umeå stad 6:1                                | Stensättning            |                     | Umeå socken, Västerbotten |          | 63.732761, 20.388769 | 10015500060001 | Ladda upp en bild av detta fornminne      |
| Umeå stad 6:2                                | Stensättning            |                     | Umeå socken, Västerbotten |          | 63.732626, 20.388797 | 10015500060002 | Ladda upp en bild av detta fornminne      |
| Umeå stad 7:1                                | Röse                    |                     | Umeå socken, Västerbotten |          | 63.756026, 20.367289 | 10015500070001 | Ladda upp en bild av detta fornminne      |
| Umeå stad 7:2                                | Röse                    |                     | Umeå socken, Västerbotten |          | 63.756269, 20.367272 | 10015500070002 | Ladda upp en till bild av detta fornminne |
| Skeppssättningen vid Mjösjön (Umeå stad 7:3) | Stensättning            |                     | Umeå socken, Västerbotten |          | 63.756392, 20.367152 | 10015500070003 | Ladda upp en till bild av detta fornminne |
| Umeå stad 7:4                                | Stensättning            |                     | Umeå socken, Västerbotten |          | 63.756321, 20.367059 | 10015500070004 | Ladda upp en bild av detta fornminne      |
| Umeå stad 8:1                                | Gravfält                |                     | Umeå socken, Västerbotten |          | 63.766781, 20.358305 | 10015500080001 | Ladda upp en bild av detta fornminne      |
| Umeå stad 9:1                                | Grav- och boplatsområde |                     | Umeå socken, Västerbotten |          | 63.700180, 20.419711 | 10015500090001 | Ladda upp en bild av detta fornminne      |
| Umeå stad 11:1                               | Röse                    |                     | Umeå socken, Västerbotten |          | 63.774786, 20.453250 | 10015500110001 | Ladda upp en bild av detta fornminne      |
| Umeå stad 12:1                               | Stensättning            |                     | Umeå socken, Västerbotten |          | 63.781839, 20.454372 | 10015500120001 | Ladda upp en bild av detta fornminne      |
| Umeå stad 18:1                               | Röse                    |                     | Umeå socken, Västerbotten |          | 63.875076, 20.388218 | 10015500180001 | Ladda upp en bild av detta fornminne      |
| Umeå stad 19:1                               | Röse                    |                     | Umeå socken, Västerbotten |          | 63.877470, 20.383861 | 10015500190001 | Ladda upp en bild av detta fornminne      |
| Umeå stad 19:2                               | Stensättning            |                     | Umeå socken, Västerbotten |          | 63.877330, 20.383942 | 10015500190002 | Ladda upp en bild av detta fornminne      |
| Umeå stad 20:1                               | Stensättning            |                     | Umeå socken, Västerbotten |          | 63.872678, 20.332615 | 10015500200001 | Ladda upp en bild av detta fornminne      |
| Umeå stad 24:1                               | Begravningsplats        |                     | Umeå socken, Västerbotten |          | 63.809365, 20.191447 | 10015500240001 | Ladda upp en bild av detta fornminne      |
| Umeå stad 31:1                               | Begravningsplats        |                     | Umeå socken, Västerbotten |          | 63.695727, 20.222302 | 10015500310001 | Ladda upp en bild av detta fornminne      |
| Umeå stad 35:1                               | Röse                    |                     | Umeå socken, Västerbotten |          | 63.767208, 20.158408 | 10015500350001 | Ladda upp en bild av detta fornminne      |
| Umeå stad 36:1                               | Stensättning            |                     | Umeå socken, Västerbotten |          | 63.759427, 20.150063 | 10015500360001 | Ladda upp en bild av detta fornminne      |
| Umeå stad 37:1                               | Röse                    |                     | Umeå socken, Västerbotten |          | 63.767840, 20.145917 | 10015500370001 | Ladda upp en bild av detta fornminne      |
| Umeå stad 37:2                               | Röse                    |                     | Umeå socken, Västerbotten |          | 63.768144, 20.145076 | 10015500370002 | Ladda upp en bild av detta fornminne      |
| Umeå stad 39:1                               | Röse                    |                     | Umeå socken, Västerbotten |          | 63.803943, 20.186774 | 10015500390001 | Ladda upp en bild av detta fornminne      |
| Umeå stad 39:2                               | Stensättning            |                     | Umeå socken, Västerbotten |          | 63.803818, 20.186665 | 10015500390002 | Ladda upp en bild av detta fornminne      |
| Umeå stad 39:3                               | Röse                    |                     | Umeå socken, Västerbotten |          | 63.803674, 20.186628 | 10015500390003 | Ladda upp en bild av detta fornminne      |
| Umeå stad 40:1                               | Gravfält                |                     | Umeå socken, Västerbotten |          | 63.796957, 20.183749 | 10015500400001 | Ladda upp en bild av detta fornminne      |
| Umeå stad 41:1                               | Röse                    |                     | Umeå socken, Västerbotten |          | 63.707693, 20.139917 | 10015500410001 | Ladda upp en bild av detta fornminne      |
| Rösebrånet (Umeå stad 42:1)                  | Gravfält                |                     | Umeå socken, Västerbotten |          | 63.689746, 20.129490 | 10015500420001 | Ladda upp en bild av detta fornminne      |
| Umeå stad 43:1                               | Röse                    |                     | Umeå socken, Västerbotten |          | 63.693471, 20.125914 | 10015500430001 | Ladda upp en bild av detta fornminne      |
| Umeå stad 44:1                               | Röse                    |                     | Umeå socken, Västerbotten |          | 63.695802, 20.126824 | 10015500440001 | Ladda upp en bild av detta fornminne      |
| Umeå stad 44:2                               | Röse                    |                     | Umeå socken, Västerbotten |          | 63.695817, 20.126669 | 10015500440002 | Ladda upp en bild av detta fornminne      |
| Umeå stad 45:1                               | Röse                    |                     | Umeå socken, Västerbotten |          | 63.696416, 20.127498 | 10015500450001 | Ladda upp en bild av detta fornminne      |
| Umeå stad 46:1                               | Stensättning            |                     | Umeå socken, Västerbotten |          | 63.697141, 20.126826 | 10015500460001 | Ladda upp en bild av detta fornminne      |
| Umeå stad 46:2                               | Stensättning            |                     | Umeå socken, Västerbotten |          | 63.697050, 20.126872 | 10015500460002 | Ladda upp en bild av detta fornminne      |
| Umeå stad 47:1                               | Röse                    |                     | Umeå socken, Västerbotten |          | 63.697925, 20.127925 | 10015500470001 | Ladda upp en bild av detta fornminne      |
| Umeå stad 49:1                               | Begravningsplats        |                     | Umeå socken, Västerbotten |          | 63.834588, 20.169140 | 10015500490001 | Ladda upp en bild av detta fornminne      |
| Kolerakyrkogården på Holmen (Umeå stad 71:1) | Begravningsplats        | 1854                | Umeå socken, Västerbotten |          | 63.718500, 20.346048 | 10015500710001 | Ladda upp en till bild av detta fornminne |
| Umeå stad 76:1                               | Röse                    |                     | Umeå socken, Västerbotten |          | 63.799365, 20.187568 | 10015500760001 | Ladda upp en bild av detta fornminne      |
| Umeå stad 76:2                               | Stensättning            |                     | Umeå socken, Västerbotten |          | 63.799580, 20.187961 | 10015500760002 | Ladda upp en bild av detta fornminne      |
| Umeå stad 77:1                               | Gravfält                |                     | Umeå socken, Västerbotten |          | 63.801756, 20.190586 | 10015500770001 | Ladda upp en bild av detta fornminne      |
| Umeå stad 78:1                               | Röse                    |                     | Umeå socken, Västerbotten |          | 63.802088, 20.192503 | 10015500780001 | Ladda upp en bild av detta fornminne      |
| Umeå stad 85:1                               | Fiskeläge               |                     | Umeå socken, Västerbotten |          | 63.686422, 20.383740 | 10015500850001 | Ladda upp en bild av detta fornminne      |
| Umeå stad 87:1                               | Röse                    |                     | Umeå socken, Västerbotten |          | 63.772691, 20.138887 | 10015500870001 | Ladda upp en bild av detta fornminne      |
| Umeå stad 87:2                               | Stensättning            |                     | Umeå socken, Västerbotten |          | 63.772817, 20.138824 | 10015500870002 | Ladda upp en bild av detta fornminne      |
| Umeå stad 90:1                               | Stensättning            |                     | Umeå socken, Västerbotten |          | 63.666662, 20.181130 | 10015500900001 | Ladda upp en bild av detta fornminne      |
| Umeå stad 94:1                               | Stensättning            |                     | Umeå socken, Västerbotten |          | 63.689629, 20.385213 | 10015500940001 | Ladda upp en bild av detta fornminne      |
| Umeå stad 97:1                               | Stensättning            |                     | Umeå socken, Västerbotten |          | 63.846319, 20.360821 | 10015500970001 | Ladda upp en bild av detta fornminne      |
| Umeå stad 109:1                              | Stensättning            |                     | Umeå socken, Västerbotten |          | 63.713773, 20.238518 | 10015501090001 | Ladda upp en bild av detta fornminne      |
| Umeå stad 109:2                              | Stensättning            |                     | Umeå socken, Västerbotten |          | 63.713715, 20.238673 | 10015501090002 | Ladda upp en bild av detta fornminne      |
| Umeå stad 143:1                              | Stensättning            |                     | Umeå socken, Västerbotten |          | 63.805308, 20.187746 | 10015501430001 | Ladda upp en bild av detta fornminne      |
| Umeå stad 143:2                              | Stensättning            |                     | Umeå socken, Västerbotten |          | 63.805596, 20.187018 | 10015501430002 | Ladda upp en bild av detta fornminne      |
| Umeå stad 144:1                              | Stensättning            |                     | Umeå socken, Västerbotten |          | 63.678746, 20.172176 | 10015501440001 | Ladda upp en bild av detta fornminne      |
| Umeå stad 182:1                              | Röse                    |                     | Umeå socken, Västerbotten |          | 63.709922, 20.227136 | 10015501820001 | Ladda upp en bild av detta fornminne      |
| Umeå stad 184:1                              | Stensättning            |                     | Umeå socken, Västerbotten |          | 63.663702, 20.188263 | 10015501840001 | Ladda upp en bild av detta fornminne      |
| Umeå stad 201:1                              | Stensättning            |                     | Umeå socken, Västerbotten |          | 63.765185, 20.146522 | 10015502010001 | Ladda upp en bild av detta fornminne      |
| Umeå stad 201:2                              | Stensättning            |                     | Umeå socken, Västerbotten |          | 63.765244, 20.146594 | 10015502010002 | Ladda upp en bild av detta fornminne      |
| Umeå stad 201:3                              | Stensättning            |                     | Umeå socken, Västerbotten |          | 63.765266, 20.146774 | 10015502010003 | Ladda upp en bild av detta fornminne      |
| Umeå stad 265:1                              | Stensättning            |                     | Umeå socken, Västerbotten |          | 63.855487, 20.243185 | 10015502650001 | Ladda upp en bild av detta fornminne      |
| Umeå stad 284:1                              | Fiskeläge               |                     | Umeå socken, Västerbotten |          | 63.656322, 20.269977 | 10015502840001 | Ladda upp en bild av detta fornminne      |
| Umeå stad 325:1                              | Stensättning            |                     | Umeå socken, Västerbotten |          | 63.865531, 20.323117 | 10015503250001 | Ladda upp en bild av detta fornminne      |
| Umeå stad 325:2                              | Stensättning            |                     | Umeå socken, Västerbotten |          | 63.865596, 20.323088 | 10015503250002 | Ladda upp en bild av detta fornminne      |
| Umeå stad 336:2                              | Stensättning            |                     | Umeå socken, Västerbotten |          | 63.802822, 20.334444 | 10015503360002 | Ladda upp en bild av detta fornminne      |
| Umeå stad 354:1                              | Stensättning            |                     | Umeå socken, Västerbotten |          | 63.686251, 20.392450 | 10015503540001 | Ladda upp en bild av detta fornminne      |
| Umeå stad 365:1                              | Hällristning            |                     | Umeå socken, Västerbotten |          | 63.879171, 20.024974 | 10015503650001 | Ladda upp en till bild av detta fornminne |
| Umeå stad 368:1                              | Röse                    |                     | Umeå socken, Västerbotten |          | 63.984615, 20.338312 | 10015503680001 | Ladda upp en bild av detta fornminne      |
| Umeå stad 500:1                              | Stenkammargrav          |                     | Umeå socken, Västerbotten |          | 63.754677, 20.382626 | 10015505000001 | Ladda upp en bild av detta fornminne      |
| Umeå stad 500:2                              | Stensättning            |                     | Umeå socken, Västerbotten |          | 63.754686, 20.382290 | 10015505000002 | Ladda upp en bild av detta fornminne      |
| Umeå stad 506:1                              | Röse                    |                     | Umeå socken, Västerbotten |          | 63.789408, 20.180425 | 10015505060001 | Ladda upp en bild av detta fornminne      |
| Umeå stad 543:1                              | Gravfält                |                     | Umeå socken, Västerbotten |          | 63.792268, 20.179504 | 10015505430001 | Ladda upp en bild av detta fornminne      |
| Umeå stad 554:1                              | Röse                    |                     | Umeå socken, Västerbotten |          | 63.860753, 20.213871 | 10015505540001 | Ladda upp en bild av detta fornminne      |
| Umeå stad 556:1                              | Stensättning            |                     | Umeå socken, Västerbotten |          | 63.855825, 20.144274 | 10015505560001 | Ladda upp en bild av detta fornminne      |
| Umeå stad 573:1                              | Stensättning            |                     | Umeå socken, Västerbotten |          | 63.724168, 20.211714 | 10015505730001 | Ladda upp en bild av detta fornminne      |
| Umeå stad 601:1                              | Stensättning            |                     | Umeå socken, Västerbotten |          | 63.720045, 20.421608 | 10015506010001 | Ladda upp en bild av detta fornminne      |
| Umeå stad 601:2                              | Stensättning            |                     | Umeå socken, Västerbotten |          | 63.720045, 20.421608 | 10015506010002 | Ladda upp en bild av detta fornminne      |
| Umeå stad 601:3                              | Stensättning            |                     | Umeå socken, Västerbotten |          | 63.720045, 20.421608 | 10015506010003 | Ladda upp en bild av detta fornminne      |
| Umeå stad 603:1                              | Stensättning            |                     | Umeå socken, Västerbotten |          | 63.719615, 20.433296 | 10015506030001 | Ladda upp en bild av detta fornminne      |
| Umeå stad 717:1                              | Stensättning            |                     | Umeå socken, Västerbotten |          | 63.898534, 20.279110 | 10015507170001 | Ladda upp en bild av detta fornminne      |
| Umeå stad 717:2                              | Stensättning            |                     | Umeå socken, Västerbotten |          | 63.898233, 20.279513 | 10015507170002 | Ladda upp en bild av detta fornminne      |
| Umeå stad 717:3                              | Stensättning            |                     | Umeå socken, Västerbotten |          | 63.898233, 20.279513 | 10015507170003 | Ladda upp en bild av detta fornminne      |
| Umeå stad 717:4                              | Stensättning            |                     | Umeå socken, Västerbotten |          | 63.898094, 20.280248 | 10015507170004 | Ladda upp en bild av detta fornminne      |
| Umeå stad 843:1                              | Röse                    |                     | Umeå socken, Västerbotten |          | 63.679059, 20.131959 | 10015508430001 | Ladda upp en bild av detta fornminne      |
| Stora stenen (Umeå stad 843:1)               | Ristning                | Medeltid, nyare tid | Umeå socken, Västerbotten | Överboda | 63.679059, 20.131959 | 10015508480001 | Ladda upp en till bild av detta fornminne |

## Umeå stad
| Namn            | Lämningstyp      | Tillkomsttid | Historisk indelning     | Plats | Läge                 | ID-nr          | Bild                                      |
| --------------- | ---------------- | ------------ | ----------------------- | ----- | -------------------- | -------------- | ----------------------------------------- |
| Umeå stad 15:1  | Stensättning     |              | Umeå stad, Västerbotten |       | 63.826346, 20.304040 | 10015500150001 | Ladda upp en bild av detta fornminne      |
| Umeå stad 15:2  | Stensättning     |              | Umeå stad, Västerbotten |       | 63.826098, 20.303395 | 10015500150002 | Ladda upp en till bild av detta fornminne |
| Umeå stad 16:1  | Röse             |              | Umeå stad, Västerbotten |       | 63.830054, 20.324125 | 10015500160001 | Ladda upp en bild av detta fornminne      |
| Umeå stad 16:2  | Röse             |              | Umeå stad, Västerbotten |       | 63.829958, 20.324289 | 10015500160002 | Ladda upp en bild av detta fornminne      |
| Umeå stad 92:1  | Gravfält         |              | Umeå stad, Västerbotten |       | 63.827556, 20.315364 | 10015500920001 | Ladda upp en bild av detta fornminne      |
| Umeå stad 93:1  | Stensättning     |              | Umeå stad, Västerbotten |       | 63.825291, 20.313372 | 10015500930001 | Ladda upp en bild av detta fornminne      |
| Umeå stad 93:2  | Stensättning     |              | Umeå stad, Västerbotten |       | 63.825304, 20.313818 | 10015500930002 | Ladda upp en bild av detta fornminne      |
| Umeå stad 110:1 | Stensättning     |              | Umeå stad, Västerbotten |       | 63.861212, 20.284049 | 10015501100001 | Ladda upp en bild av detta fornminne      |
| Umeå stad 265:2 | Stensättning     |              | Umeå stad, Västerbotten |       | 63.855388, 20.243074 | 10015502650002 | Ladda upp en bild av detta fornminne      |
| Umeå stad 265:3 | Stensättning     |              | Umeå stad, Västerbotten |       | 63.855563, 20.243404 | 10015502650003 | Ladda upp en bild av detta fornminne      |
| Umeå stad 336:1 | Stensättning     |              | Umeå stad, Västerbotten |       | 63.802694, 20.334281 | 10015503360001 | Ladda upp en till bild av detta fornminne |
| Umeå stad 356:1 | Begravningsplats |              | Umeå stad, Västerbotten |       | 63.823555, 20.267978 | 10015503560001 | Ladda upp en till bild av detta fornminne |